# دنش برینکی
دنش برینکی (به انگلیسی: Dénes Berinkey؛ ۱۷ اکتبر ۱۸۷۱ – ۲۵ ژوئن ۱۹۴۴) سیاستمدار اهل مجارستان بود. وی از تاریخ ۱۱ ژانویهٔ ۱۹۱۹ تا ۲۱ مارس ۱۹۱۹، نخست‌وزیر این کشور بود.
دنش برینکی در تاریخ ۲۵ ژوئن ۱۹۴۴، در سن ۷۲ سالگی درگذشت.